# Lukas Hainer
Lukas Hainer (* 25. Juli 1988 in München) ist ein deutscher Songwriter sowie Autor von Kinder- und Jugendbüchern.

## Werdegang
Hainer absolvierte seine Schulzeit in München und São Paulo, Brasilien. Parallel zu seinem Lehramtsstudium an der Hochschule für Musik und Theater München sammelte er erste Erfahrungen als Komponist für Filmmusik und als Songwriter. 2012 nahm er an der Meisterklasse „Celler Schule“ von Tobias Reitz und Edith Jeske als einer von zehn Stipendiaten der GEMA-Stiftung teil.
Gemeinsam mit Elephant Music war Hainer an der Etablierung von Künstlern wie Santiano, Oonagh und der Metal-Band Beyond the Black beteiligt. In Zusammenarbeit mit Thorsten Brötzmann entstanden zudem ein Großteil der Songs von Kerstin Ott sowie Ben Zucker und vielen anderen.
Seit 2010 wurden insgesamt mehr als 5 Millionen Tonträger mit Titeln unter der Mitwirkung von Hainer verkauft und seine Werke in Genres von Kindermusik über Schlager und Pop bis Gothic Rock werden jährlich millionenfach gestreamt.
2015 wurde er für den Deutschen Musikautorenpreis in der Kategorie Text Schlager nominiert.
2017 veröffentlichte Hainer sein erstes Kinderbuch: König der Piraten, präsentiert von Santiano. Unter demselben Titel erschien ein musikalisches Hörspiel, an dem die Band selbst mitwirkte. Es folgten weitere Kinder- und Jugendbuchveröffentlichungen und Hainer tourt seitdem für Lesungen durch ganz Deutschland. 2023 weitete er seine pädagogische Tätigkeit auf Kreativ- und Geschichtenworkshops aus, sowie die Vermittlung von Hintergrundwissen zu kreativen Berufen für Kinder und Jugendliche.
Hainer war für die GEMA Delegierter der angeschlossenen und außerordentlichen Mitglieder für die Mitgliederversammlungen 2015, 2016 und 2017. Im Deutschen Textdichter-Verband erfüllt er die Funktion des Schatzmeisters.

## Werke als Autor
- König der Piraten. Planet! (Imprint von Thienemann-Esslinger), Stuttgart 2017, ISBN 978-3-522-50552-9.
- König der Piraten: Eisdrachen und Feuerriesen. Planet! (Imprint von Thienemann-Esslinger), Stuttgart 2018, ISBN 978-3-522-50589-5.
- Das dunkle Herz. ivi (Imprint von Piper), München 2018, ISBN 978-3-492-70472-4.
- Das weiße Herz. ivi (Imprint von Piper), München 2019, ISBN 978-3-492-70473-1.
- Nightrunner. ivi (Imprint von Piper), München 2020, ISBN 978-3-492-99600-6.